# André-Frank Zambo Anguissa
André-Frank Zambo Anguissa (16 de novembre de 1995) és un futbolista professional camerunés que juga com a centrecampista per la S.S.C. Napoli. També juga per l'equip nacional camerunés.

## Palmarès
SSC Napoli
- 1 Serie A: 2022-23[3]